# Cos General de Policia
El Cos General de Policia (CGP) va ser una institució armada espanyola que va existir durant el Règim franquista, encarregada de la recerca dels crims, homicidis i tasques de repressió política. La seva tasca no ha de confondre's amb les funcions de la Policia Armada, la qual s'encarregava del manteniment de l'ordre públic.

## Història
En finalitzar la Guerra Civil Espanyola en 1939, es reconstrueixen els antics cossos policials que havien quedat desorganitzats durant la contesa: el Cos de Vigilància i Recerca i el Cos de Seguretat. El 8 de març de 1941 es van reorganitzar les forces policials i oficialment és creat el Cos General de Policia. La formació dels quadres es va fer entre els antics membres de la policia que haguessin superat la depuració, i també a través d'una nova selecció de candidats que es va fer al final de la guerra. El perfil dels candidats acceptats per a ingressos anava des dels veterans de guerra, militants del "movimiento" o antics membres de la Guàrdia d'Assalt.
També es va crear una secció dedicada a exercir les funcions de policia secreta, la denominada Brigada de Recerca Social (popularment coneguda com a Político-Social). El ministre de la governació Blas Pérez González va ser el principal organitzador de la Brigada Político-social en els seus orígens. El comissari Roberto Conesa es va convertir en el cap de la Brigada social, sent conegut entre els opositors pels seus brutals mètodes d'interrogatori i tortura. També va destacar el policia Antonio González Pacheco àlies Billy el niño, que va arribar a convertir-se en la mà dreta de Conesa.
En 1968 la seva plantilla de personal estava composta per 8.200 membres, entre inspectors, policies i funcionaris del cos. En 1974 va ser creada una "agrupació femenina" composta per 70 efectius procedents dels cossos administratius i auxiliars, i que s'encarregarien de diferents funcions, com a informació, vigilància de persones o els registres i escorcolls de dones.
Durant la seva existència va destacar la recerca d'alguns crims que van tenir gran ressò social, com va ser el cas dels assassinats comesos per José María Jarabo, o els crims de l'emmetzinadora de València, Pilar Prades Santamaría. També va destacar el cas de l'anarquista Salvador Puig Antich, al que s'atribuïa l'assassinat d'un inspector de policia i que va acabar sent executat al garrot vil.
En plena "Transició", el 4 de desembre de 1978 el CGP va ser reorganitzat i succeït pel nou Cos Superior de Policia mitjançant la Llei 1978/55. En 1986 aquest va desaparèixer i es va integrar en l'actual Cos Nacional de Policia (CNP).

## Estructura orgànica i funcions
Orgànicament depenia del Ministeri de la Governació, encara que directament ho fes a través de la Direcció general de Seguretat. Oficialment, el CGP estava encarregat de les funcions de recerca dels crims, delictes comuns i la repressió política. Dins del seu organigrama intern disposava de dues seccions pròpies:
- Brigada de Recerca Social, la policia secreta encarregada de la repressió contra els moviments de l'oposició.
- Brigada de Recerca Criminal, la secció encarregada d'investigar els crims i delictes comuns.

Referent a les qüestions d'ordre públic, intervencions i càrregues policials, aquestes van quedar sota jurisdicció exclusiva de la Policia Armada.

## Divises
Donada la naturalesa del CGP els seus serveis els prestava de paisà, tanmateix per a representació podien usar uniforme amb les divises de la seva categoria.
| Espanya             |                   |                 |                 |                                   |  |  |  |  |  |
| Comissari Principal | Comissari General | Comissari de 1a | Comissari de 2a | Comissari de 3a/ Inspector en Cap |  |  |  |  |  |
|                     |                   |                 |                 |                                   |  |  |  |  |  |

| Espanya         |                 |                 |                           |                           |                           |  |  |  |  |
| Inspector de 1a | Inspector de 2a | Inspector de 3a | Subinspector/ Agent de 1a | Subinspector/ Agent de 2a | Subinspector/ Agent de 3a |  |  |  |  |
|                 |                 |                 |                           |                           |                           |  |  |  |  |

## Escuts i emblemes

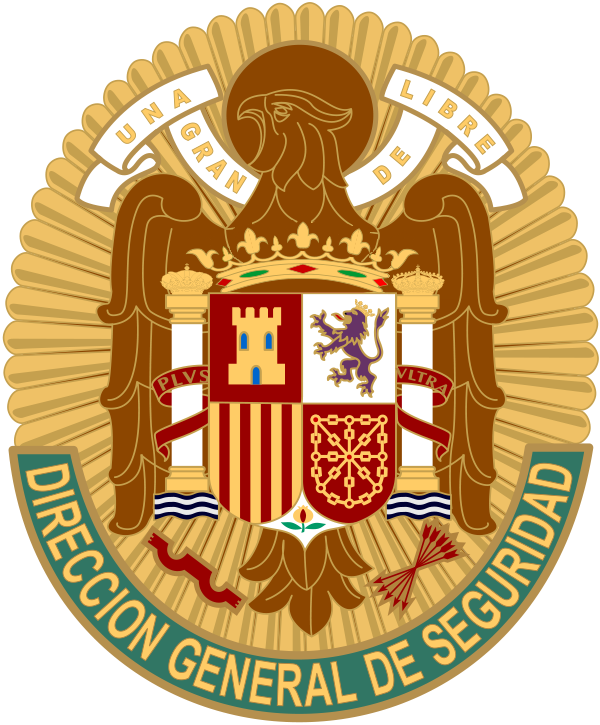
Emblema del Cos General de Policia 1942.
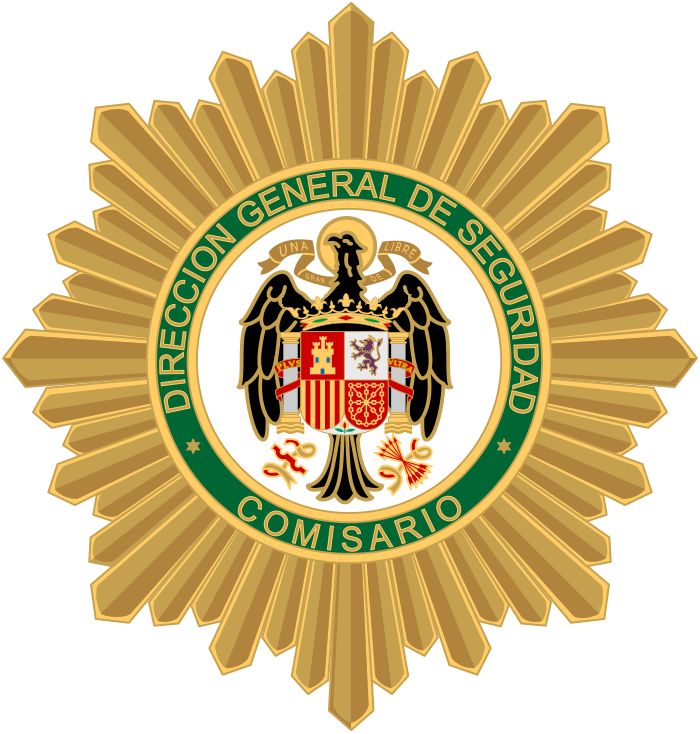
Emblema del Cos General de Policia 1954.
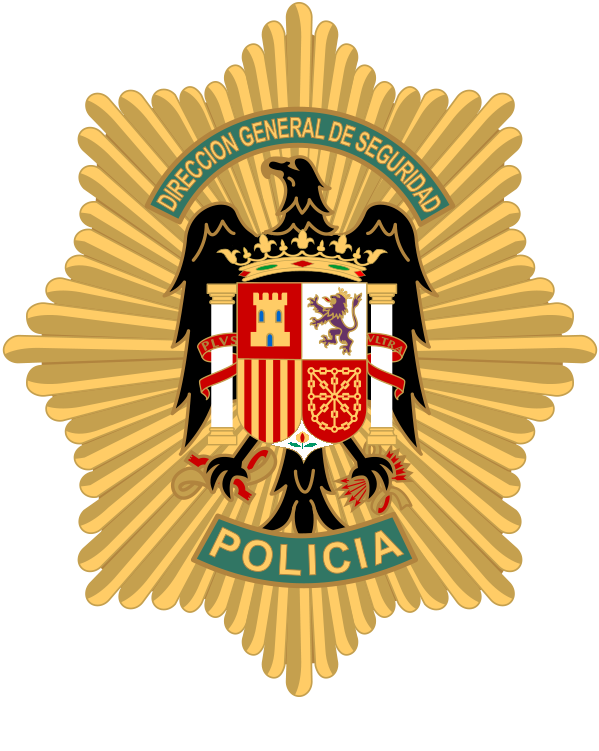
Emblema del Cos General de Policia 1962.
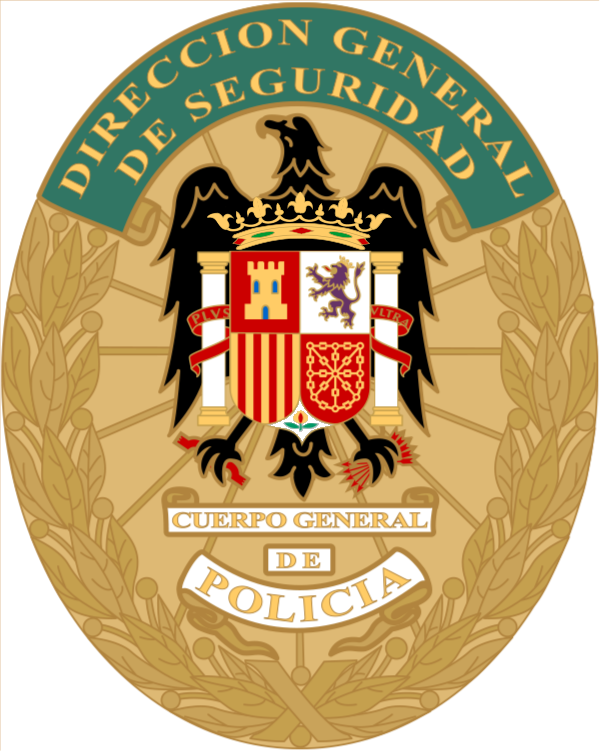
Emblema del Cos General de Policia 1972.